# Bob Dorough
Bob Dorough (Arkansas, 1923. december 12. – Mount Bethel, 2018. április 23.) amerikai dzsesszénekes, zongorista (bebop és cool jazz), dalszerző, hangszerelő, producer.
Dolgozott Miles Davis-szel és Blossom Dearie-vel, Mose Allisonra is nagy hatással volt. Az elmúlt 50 évben rendszeresen adott ki énekes dzsesszalbumokat.

## Pályafutása
Plainview-ban nőtt fel. A Második világháború alatt a hadsereg zenekaraiban zongoristaként, klarinétosként, szaxofonosként és hangszerelőként szerepelt. A háború North Texas State University-re járt, ahol zeneszerzést és zongorázni tanult.
1949-1952 között a Columbia Egyetem hallgatója volt, és dzsesszklubokban zongorázott. A bokszoló Sugar Ray Robinson szerződtette egy turnéra (aki felfüggesztette akkor a bokszot, hogy zenélhessen).
Dorough 1954-1955 között Párizsban dolgozott. Lemezeket vettek fel Blossom Dearie énekesnővel. Aztán Dorough visszatért az Egyesült Államokba, Los Angelesbe. Különböző klubokban lépett fel, többek között Lenny Bruce komikus díszletei elött. Első albuma, a Devil May Care 1956-ban jelent meg, amely Charlie Parker „Yardbird Suite”-jének parafrázisa volt és Dorough szöveget is írt hozzá. Miles Davisnek megtetszett az album, és 1962-ben egy karácsonyi készítettek Dorough dalszövégvel és éneklésével. A „Blue Xmas” a Jingle Bell Jazz válogatásalbumon jelent meg. Dorough felvett egy másik számot is Davisnek, (Nothing Like You), amely néhány évvel később jelent meg. Dorough ezzel azon kevés zenész egyikévé vált, aki egy Miles Davis-lemezen is énekelt.
Dorough hangszerelőként, kórusénekesként és zongoristaként is közreműködött Allen Ginsberg 1970-es Songs of Innocence and Experience című nagylemezében, (amely William Blake azonos című versciklusának zenei adaptációja.
1972-1996 között, majd 2002-ben és 2009-ben Dorough írta és rendezte a Schoolhouse Rock! oktató animációs tévéfilmsorozat epizódjait. 1969-ben felkérték, hogy zenésítse meg a szorzótáblákat, és a „Three Is a Magic Number” című filmsorozat zenei rendezője is ő lett. Dorough írta az összes dalt a Multiplication Rockhoz. Dorough egy barátjával, Ben Tuckerrel megírta a Comin' Home Baby című dalt, amellyel Mel Tormét két Grammy-díjra is jelölték.
Dorough a The 44th Street Portable Flower Factory énekese lett. Velük 1970-es évek elején a Scholastic Records számára rögzítettek a népszerű feldolgozásokat.
2007-ben Nellie McKay-el dolgozott az Obligatory Villagers című albumán, valamint 2009-ben megjelent Normal as Blueberry Pie – A Tribute to Doris Day-en. Írt illusztrált gyerekkönyveket és írt három dalt Maureen Sullivan Carlos egy francia bulldogról szóló gyerekkönyveihez.

## Albumok
- 1956: Devil May Care
- 1963: Excursions Through Songs from the Hit Show "Oliver!"
- 1966: Just About Everything
- 1972: A Taste of Honey
- 1976: Beginning to See the Light
- 1982: Devil May Care II
- 1984: Bob Dorough/Bill Takes: Sing And Swing
- 1986: Clankin' on Tin Pan Alley
- 1987: Songs of Love
- 1987: Skabadabba
- 1987: To Communicate
- 1987: Formerly Not For Sale
- 1990: This is a Recording by Bob Dorough
- 1992: Memorial Charlie Parker
- 1997: Right on My way Home
- 1998: Too Much Coffee Man
- 1999: Who's On First
- 2000: Too Much Coffee Man
- 2004: Sunday At Iridium
- 2005: Houston Branch
- 2005: Small Day Tomorrow
- 2008: Blue Xmas

## Díjak
- 1974: Grammy-díj jelölés: a Legjobb Gyereklemez
- 1998: Arkansas Jazz Hall of Fame
- 2002: Pennsylvania Governor's Awards – az év művésze
- 2007: East Stroudsburg University of Pennsylvania: „Doctor of Fine Arts”
- 2019: Schoolhouse Rock! film zenéje a bekerült a Kongresszusi Könyvtárba, mint kulturtörténileg és esztétikailag jelentős mű.

## Filmek
- Bob Dorough az IMDb-n